# ایگلزباخ
ایگلزباخ (به آلمانی: Aiglsbach) یک شهر در آلمان است که در بایرن واقع شده‌است.

## خصوصیات
ایگلزباخ ۳۹٫۹۷ کیلومترمربع مساحت دارد ۴۱۵ متر بالاتر از سطح دریا واقع شده‌است.